# Telodendron

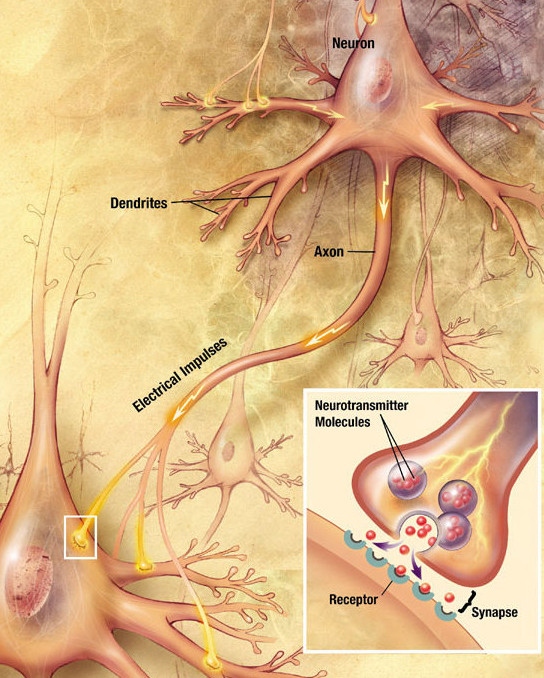
Artistieke weergave van het proces van chemische synaptische overdracht.

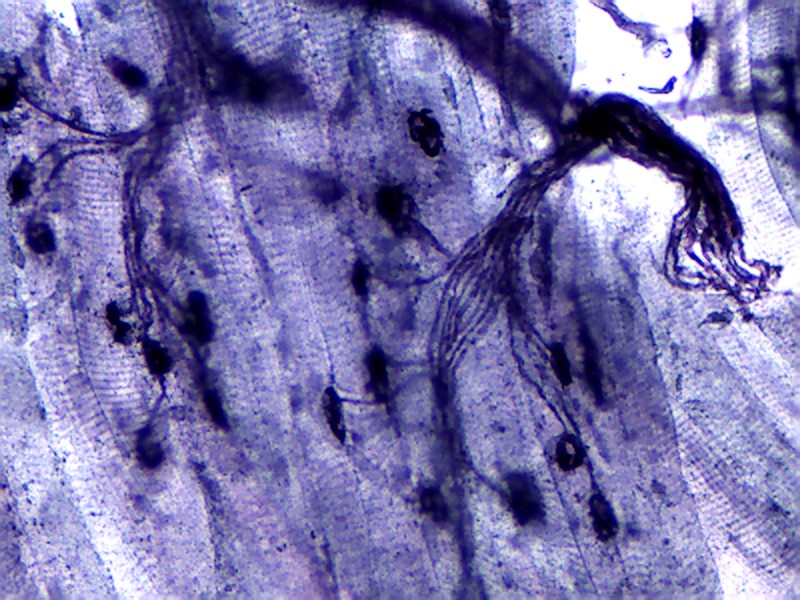
Vertakkingen van een axon van een motorische zenuwcel naar een motorische eindplaat op een spiervezel

Een telodendron  (meervoud telodendria) (van oudgrieks τέλος, telos, eind, doel en δένδρον, dendron, boom) is de zijtak van de vertakking van een axon of dendriet. Aan het einde van elke telodendron bevindt zich een eindknopje. Eindknopjes bevatten synaptische blaasjes die de neurotransmitter opslaan voor vrijgave bij de synaptische overdracht. Dit maakt meerdere synaptische verbindingen met andere neuronen mogelijk. Soms kan het axon van een neuron synapsen op dendrieten van hetzelfde neuron, wat een autapse wordt genoemd.